# Alteveer (Noordenveld)
Pour les articles homonymes, voir Alteveer.
Alteveer est un hameau situé dans la commune néerlandaise de Noordenveld, dans la province de Drenthe.